# Il dilemma del dottore
Il dilemma del dottore è una commedia in cinque atti del 1906 composta dal drammaturgo irlandese George Bernard Shaw.
Nella commedia Shaw prende di mira il mondo medico, puntando il dito sulla morale dei medici e la loro condotta. Nell'opera viene immortalato con il nome di Colenson Ridgeon, il suo amico - nonché brillante, ma controverso scienziato - Sir Almroth Wright, allora capo del Dipartimento di Immunologia dell'ospedale Santa Maria di Paddington (a Londra).